# Rupelien
| Systeem Periode                            | Serie Tijdvak | Etage Tijdsnede | Ouderdom (Ma) |
| ------------------------------------------ | ------------- | --------------- | ------------- |
| Neogeen                                    | Mioceen       | Aquitanien      | jonger        |
| Paleogeen                                  | Oligoceen     | Chattien        | 23,03–28,1    |
| Paleogeen                                  | Oligoceen     | Rupelien        | 28,1–33,9     |
| Paleogeen                                  | Eoceen        | Priabonien      | 33,9–38,0     |
| Paleogeen                                  | Eoceen        | Bartonien       | 38,0–41,3     |
| Paleogeen                                  | Eoceen        | Lutetien        | 41,3–47,8     |
| Paleogeen                                  | Eoceen        | Ypresien        | 47,8–56,0     |
| Paleogeen                                  | Paleoceen     | Thanetien       | 56,0–59,2     |
| Paleogeen                                  | Paleoceen     | Selandien       | 59,2–61,6     |
| Paleogeen                                  | Paleoceen     | Danien          | 61,6–66,0     |
| Krijt                                      | Boven         | Maastrichtien   | ouder         |
| Indeling van het Paleogeen volgens de ICS. |               |                 |               |

Het Rupelien (Vlaanderen: Rupeliaan) is de oudste tijdsnede of de onderste etage in het Oligoceen. Het Rupelien duurde van 33,9 tot 28,1 Ma. Het komt na het Priabonien (de bovenste etage in het Eoceen) en na het Rupelien komt het Chattien.

## Naamgeving en definitie
Het Rupelien werd in 1850 ingevoerd door de Belgische geoloog André Dumont en is genoemd naar de rivier de Rupel, een zijrivier van de Schelde.
De basis van het Rupelien wordt gedefinieerd door de extinctie van de planktonische foraminifeer Hantkenina. De basis van het Chattien wordt gelegd bij het laatste voorkomen van de planktonische foraminifeer Chiloguembelina (de basis van de foraminifera-zone P21b).